# 三毛 (作家)
陳平（1943年3月26日—1991年1月4日），本名陳懋平，筆名三毛，女，祖籍浙江省定海縣，生于重慶，臺灣作家。1974年，她開始以三毛為筆名，發表在西屬撒哈拉沙漠日常生活為題材的作品，在華語文壇獲得廣泛關注。
作家白先勇曾表示：「三毛創造了一個充滿傳奇色彩瑰麗的浪漫世界；裡面有大起大落生死相許的愛情故事，引人入勝不可思議的異國情調，非洲沙漠的馳騁，拉丁美洲原始森林的探幽——這些常人所不能及的人生經驗造就了海峽兩岸的青春偶像。」

## 名字
原名陳懋平，因幼年時不會寫“懋”（注音：ㄇㄠˋ），每次寫名字時，常將“懋”跳過不寫；後乾脆改名為陳平。陳平给自己取的英文名字叫，是早期寫歌詞、畫作時常用的署名。据其作品《雨季不再来》中所述，Echo是其敬爱的美术老师顧福生的英文名。三毛是後期在撒哈拉時開始用的筆名，因为陈平谐谑地认为自己“只值三毛钱”。后来才发现和张乐平所著《三毛流浪记》主角同名，对此陈平本人非常惊喜，甚至一度前往上海拜見张乐平。

## 生平

### 早年
1943年3月26日，陳平出生於抗戰期間的重慶市，祖籍浙江省定海縣，父親陳嗣慶是成功的律師、母親缪進蘭。根據其家譜《陳氏永春堂宗譜》記載，祖先是從河南遷至浙江。陳平家中排行第二，有一個姊姊陳田心與二個弟弟陳聖、陳傑。姊姊陳田心比三毛大3歲。抗日戰爭勝利後跟著父母搬到南京，后随国民党遷到臺北。陳平在臺北就讀臺北市中山區中正國民小學，1954年考入台灣省立台北第一女子中學。小時就喜歡撿拾別人丟棄的物品把玩，自得其樂。

### 國中休學
陳平是个偏科生，国文学得很好，但數學很差。1955年陳平國二的时候，數學常得零分。至第二學期陳平發現，數學老師每次小考都是課本後面的習題。為了不要留級，陳平將題目背下来，接連六次小考都是滿分。數學老師開始懷疑她作弊。陳平對老師說：「作弊，對我來說是不可能的，就算你是老師，也不能這樣侮辱我。」於是數學老師出了題目叫陳平作答，她得到零分。老師當著全班的同學用毛筆在她的眼睛周圍畫了兩個代表零蛋的大圈羞辱陳平。經此羞辱，陳平第二天在教室昏倒，心理開始出現了嚴重的障礙，後來經常逃學到三張犁公墓看小說，最終休學。1956年一度復學，仍經常逃學到圖書館看書，後正式退學。剛休學時，陳平被父母轉進台臺北美國學校，後來被送去學插花、鋼琴、國畫，和名家黃君璧習山水，向邵幼軒習花鳥。她喜歡看書，她父親就教她背唐詩宋詞，看《古文觀止》，讀英文小說，但是陳平經此打擊，患上憂鬱症，一直處於自我封閉的心態。據說陳平曾割腕自殺，也曾看過心理醫生，但一周一次的心理治療並無幫助，許多親戚朋友也給予了幫助，「新潮畫派」畫家顧福生在其中起了重要作用，當三毛認為自己沒有繪畫天賦時，顧福生給了三毛幾本筆記、《現代文學》雜誌。《現代文學》給了三毛極大的安慰，沉悶的三毛開朗起來。

### 學畫
陳平關在家中一段時間。姐姐陳田心的朋友陳骕在隨顧福生學畫油畫。陳平非常羨慕，於是也隨顧福生習畫。多年之後陳平回憶初見顧福生的情景：
|                         | 許多年過去了，半生流逝之後，才敢講出：初見恩師的第一次，那份『驚心』，是手裡提著的一大堆東西都會嘩啦啦掉下地的『動魄』。如果，如果人生有什麼叫做一見鍾情，那一霎間，的確經歷過。 |
| ——三毛 《我的快乐天堂》 | |

一開始顧福生教陳平素描與水彩畫，是當時除了父母外，唯一與陳平溝通的人。後顧福生因要出國介紹韩湘甯為陳平學畫的老師，後來韩湘甯也因要出國又介紹了彭万墀。

### 文學啟蒙
顧福生不是教育家，卻鼓勵陳平在文學的領域發展，幫助她找到自己的方向。除了引介《筆匯》與《現代文學》雜誌，並將波特莱尔、左拉、卡缪、陳映真等作家的作品介紹給陳平，開啟她對當時台灣文壇的認識。顧福生並將一篇陳平的文章轉交他的好友《現代文學》主編白先勇，從此打開陳平自我封閉的心態，改變了陳平的一生。
1962年12月，署名陳平的文章〈惑〉經顧福生推薦在白先勇主編的《現代文學》雜誌第十五期發表，給陳平帶來極大的鼓勵。白先勇後來回憶“《惑》是一則人鬼戀的故事，的確很奇特，處處透著不平常的感性，小說裡提到《珍妮的畫像》，那時台北正映了這部電影不久，是一部好萊塢式十分浪漫離奇人鬼戀的片子，這大概給了三毛靈感。”之後陳平開始在報章雜誌投稿，1963年在《皇冠雜誌》十九卷第六期發表〈月河〉。

### 入文化學院
陳平很仰慕白先勇的同學陳秀美，顧福生亦介紹陳秀美作陳平的朋友，鼓勵陳平走出自我封閉的生活。陳秀美覺得當時三毛很自戀。陳秀美並曾以三毛為原型，寫了一篇小說〈喬琪〉。1964年陳秀美鼓勵陳平去向文化學院董事長張其昀請求入學文化學院作沒有學籍的選讀生。結果獲張其昀特許，至該院哲學系當選讀生，沒有高中學歷的陳平成績優異。
陳平曾對當時的作品《雨季不再来》一書作出以下的評論“《雨季不再来》还是一个水仙自恋的我。我过去的东西都是自恋的。如果一个人永远自恋那就完了。......，很多人可以看到我过去是怎样的一个病态女孩。”文化學院教授胡品清亦在《皇冠》与《联合報副刊》分别發表了写给Echo的书简。胡对她的印象是：“一个令人费解的、拔俗的、谈吐超现实的、奇怪的女孩，像一个谜。1967年她出国后一个月，胡的〈断片三则〉之一描写她：喜欢追求幻影，创造悲剧美，等到幻影变为真实的时候，便开始逃避。”

### 初戀
在中國文化學院時，陳平仰慕同校以「舒凡」為筆名出版兩本書的才子梁光明。两人开始交往。梁光明升上大四時，大三的陳平以申請去西班牙留學逼梁光明作出承諾，結果陳平辦妥出國手續反而造成兩人分手。

### 遊學西班牙、德國、美國
1967年赴西班牙留學，先學西班牙文，半年後入讀馬德里大學文哲學院。在西班牙時遇到還在讀高三的荷西·馬利安·葛羅。後就讀於德國歌德語文學院，又到美國芝加哥伊利諾大學 ，本想專攻陶瓷，後來在法律圖書館打工。留學期間不時把握機會打工賺錢，當過西班牙馬略卡島導遊、德國商店香水模特兒、美國圖書館員等，遊歷過東德、波蘭、南斯拉夫、捷克斯洛伐克、丹麥等國。在這期間她也交了幾任男友：在西班牙期間的一名日裔富商同學、在德國期間的一名後來成為外交官德裔同學、以及在美國期間的一名台灣籍留美博士生，但是最後全數均不了了之。
1970年應張其昀之聘，在中國文化學院德文系、哲學系任教，也在政工幹校與實踐家專教課。70年代，台灣明星咖啡屋風華正茂，有說法稱此期間陳平在“明星”咖啡廳與詩人舊書攤主談戀愛並結識一位畫家鄧國川，因非常喜歡對方的作品而答應了畫家的求婚，遭到家人集體反對，陳平不顧眾多反對之聲堅決要與畫家結婚，即將舉行婚禮前，卻發現了對方是有婦之夫。同年，喜歡運動的陳父鼓勵女兒與他一起打網球，在網球場上他們認識了一位年齡較長的德國教師，後來陳平與之相識、相愛，一年後，陳平答應了德國教師的求婚，有一天他們一起去訂制結婚的名片，結果當天晚上，德國教師卻心臟病突發猝死，之後陳平傷心欲絕，服安眠藥自殺，但被救回。17年后，三毛回憶此事，“那盒名片直到今天還沒有去拿。”

### 在西屬撒哈拉與荷西結婚
1972年陳平遇到上述情感上婚姻上的打擊，再度遠走西班牙。與六年前遇到的西班牙人荷西·馬利安·葛羅重逢。當時为高中生的荷西此時已大學畢業，服完兵役，也有了潛水師執照。原本荷西计划與一群朋友一同乘帆船去希臘地中海一帶潛水旅遊，邀請陳平擔任廚師同行，但陳平對撒哈拉沙漠情有獨锺。後來荷西沒有去乘帆船，卻在西屬撒哈拉磷礦廠找到工作。1974年，陳平在非洲沙漠小鎮（西屬撒哈拉的阿尤恩）與荷西結婚，開始兩人在西屬撒哈拉的婚姻生活。荷西送給陳平的結婚禮物是他花了一番功夫在沙漠中找到的一副完整的駱駝頭骨。陳平非常喜歡這份結婚禮物，之後一直保存著。

### 成名撒哈拉
荷西上班後，陳平被封閉在家裡，天氣炎熱，與鄰居們無話可談，非常寂寞。此時陳平應臺灣《聯合報副刊》主編平鑫濤之請，開始以三毛為筆名，用幽默流暢的文筆以西屬撒哈拉沙漠的生活及見聞為題材寫作。 1974年10月6日她一篇名為〈中國飯店〉的作品於《聯合報副刊》刊出。這一篇用撒哈拉沙漠作為背景描寫自己異國婚姻的作品與當時副刊上其他文章截然不同，吸引大批讀者。歷經兩度情感上的打擊，三毛的作品此時已超越以往自戀的純文學風格，雖然只是描寫生活的散文，但顯得樂觀開朗又有趣。此後她充滿異國風情的作品源源不斷在《聯合報副刊》刊出，後集結出版《撒哈拉的故事》、《稻草人手記》和《哭泣的駱駝》等書。這一系列的書大受全世界華人社群讀者歡迎，歷久不衰。

### 加那利群島嶼喪夫

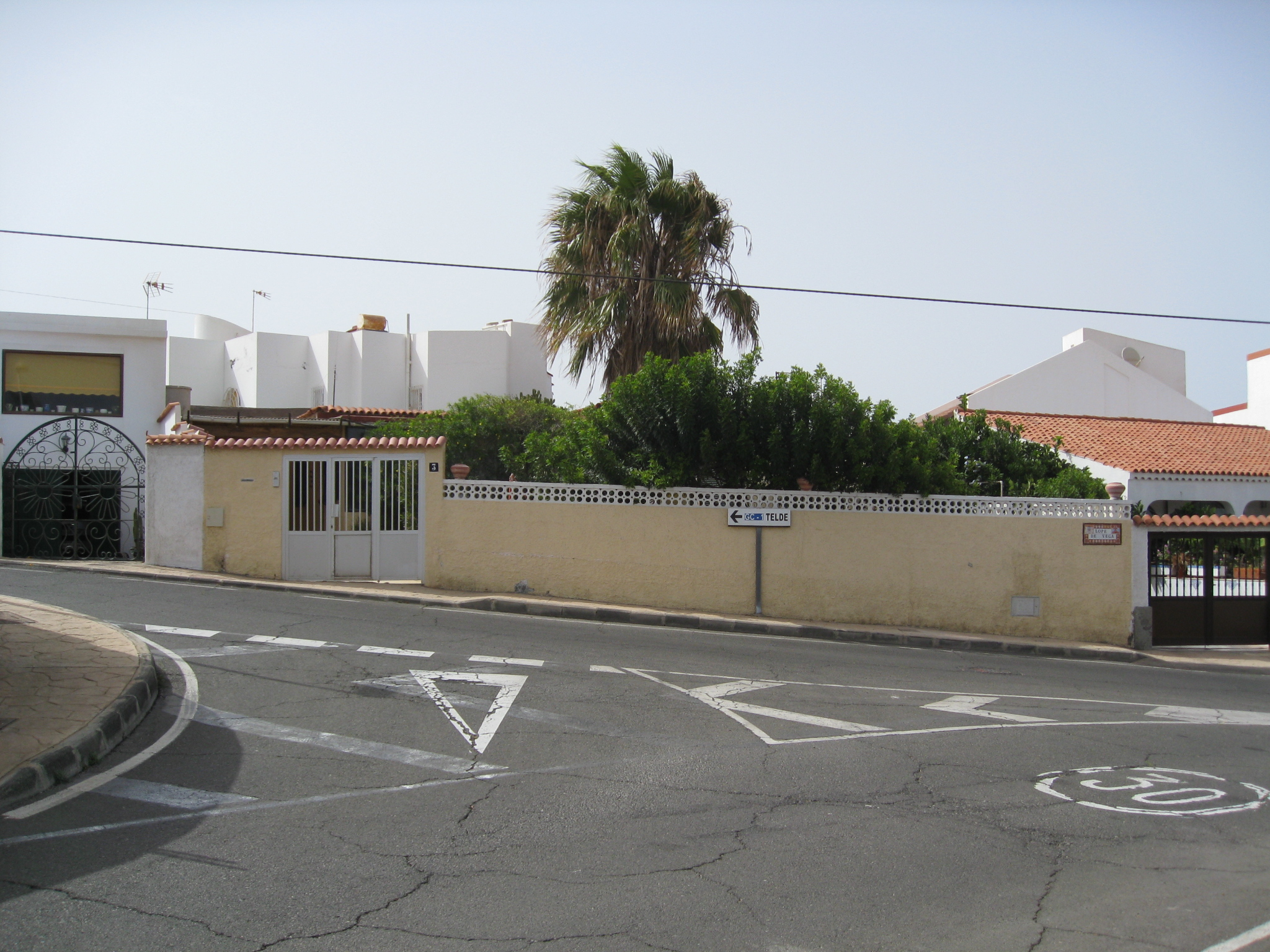
位于大加那利岛特尔德市镇的三毛故居

1975年11月，摩洛哥組織綠色進軍，35萬名志願者開進西屬撒哈拉。1976年2月西班牙撤離西屬撒哈拉。三毛與荷西最後也離開西屬撒哈拉，前往西班牙屬地加那利群島。荷西與三毛後來住在加那利群島中的特內里費島及大加那利島。1979年9月30日，荷西在三毛父母来訪期間因潜水意外喪生。三毛歷經第三度情感上的打擊，姊姊陳田心回憶三毛亲自用手去挖荷西的坟墓，認為如果不是父母在，她一定跟着荷西走了。三毛在雙親扶持下飛返臺灣暫住，稍後又回到加納利群島，一直無法走出傷痛。

### 旅行與遊記
1981年11月，由《聯合報》特別贊助前往中、南美洲十二國旅行半載，撰寫所見所聞。1982年5月，飛返臺北，作「三毛女士中南美紀行演講會」環島演講，主講「遠方的故事」，出版《萬水千山走遍》。

### 教職、演講、有聲書
1982年任中國文化大學中文系副教授，在台大和文化大學講授「小說創作」、「散文習作」，深受學生喜愛。1984年因健康關係辭卸教職，前往美國接受割治子宮癌手術，以寫作、演講維生。1984年5月，皇冠杂志社举办了一次“阴间之旅”活动，由吕金虎施法及带领三毛进地府一遊。1985年一度丧失记忆，神经错乱。1987年3月，出版有聲書《三毛說書》；7月，出版有聲書《流星雨》（童話故事）。

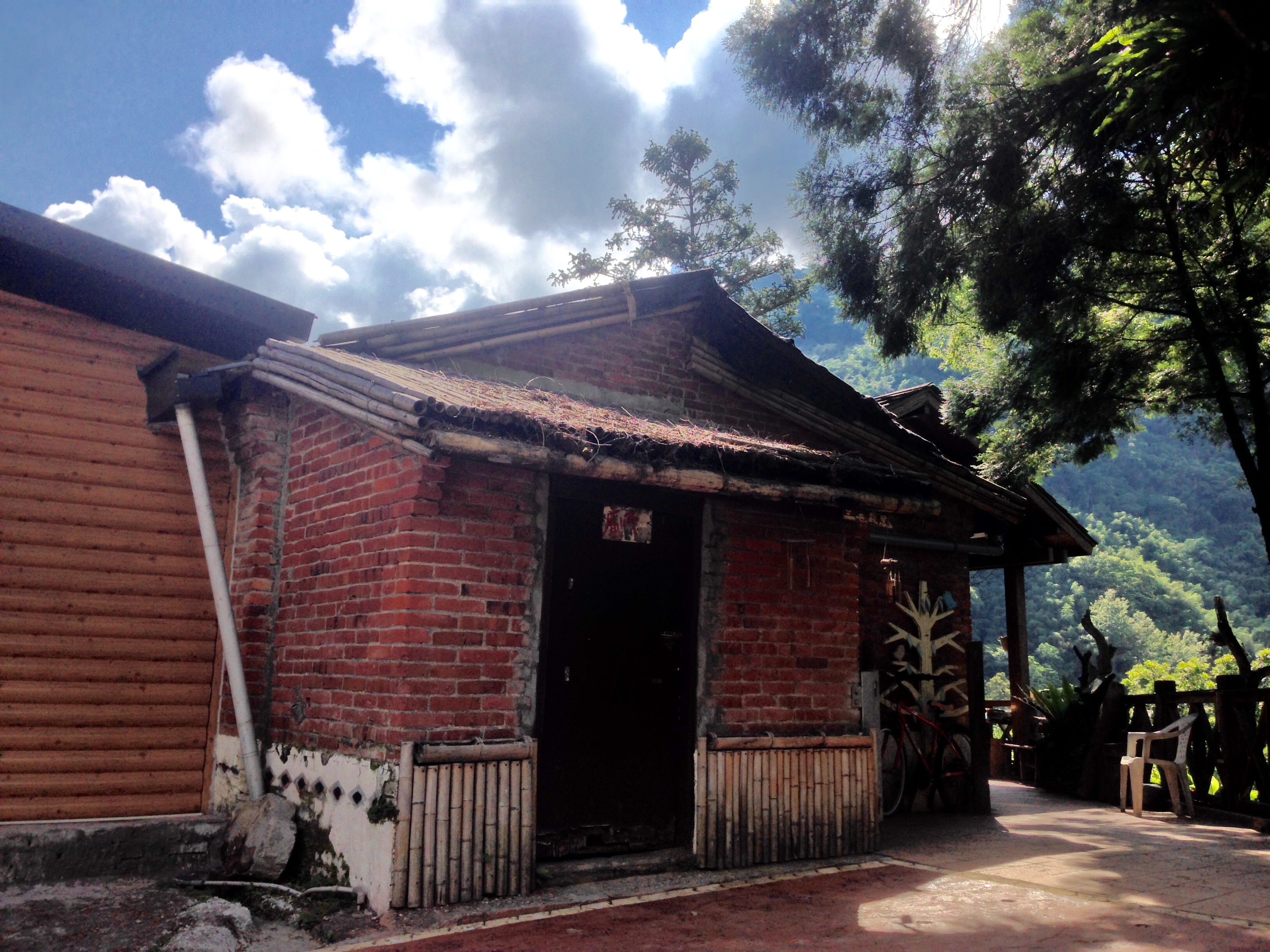
新竹縣五峰鄉三毛夢屋

### 劇本創作
1990年電影《滾滾紅塵》由三毛編劇，嚴浩導演，林青霞、秦漢、張曼玉合演，湯臣電影出品。1990年12月15日，三毛盛裝出席第27屆金馬獎頒獎典禮，《滾滾紅塵》獲十二項提名，奪得最佳劇情片、最佳導演、最佳女主角、最佳女配角等八個獎項；三毛角逐最佳編劇獎，結果未獲獎。

### 逝世
1991年1月4日，因子宮內膜增生症住院治療的三毛被發現在台北榮總病房內逝世，死因為以絲襪自縊而亡。而根據香港電影《滾滾紅塵》導演嚴浩接受劉偉恆主持的廣播節目《守下留情》於2021年11月30日播出的訪問中透露，三毛對於《滾滾紅塵》敗予吳念真《客途秋恨》失落金馬獎最佳劇本獎一事耿耿於懷。

### 紀念

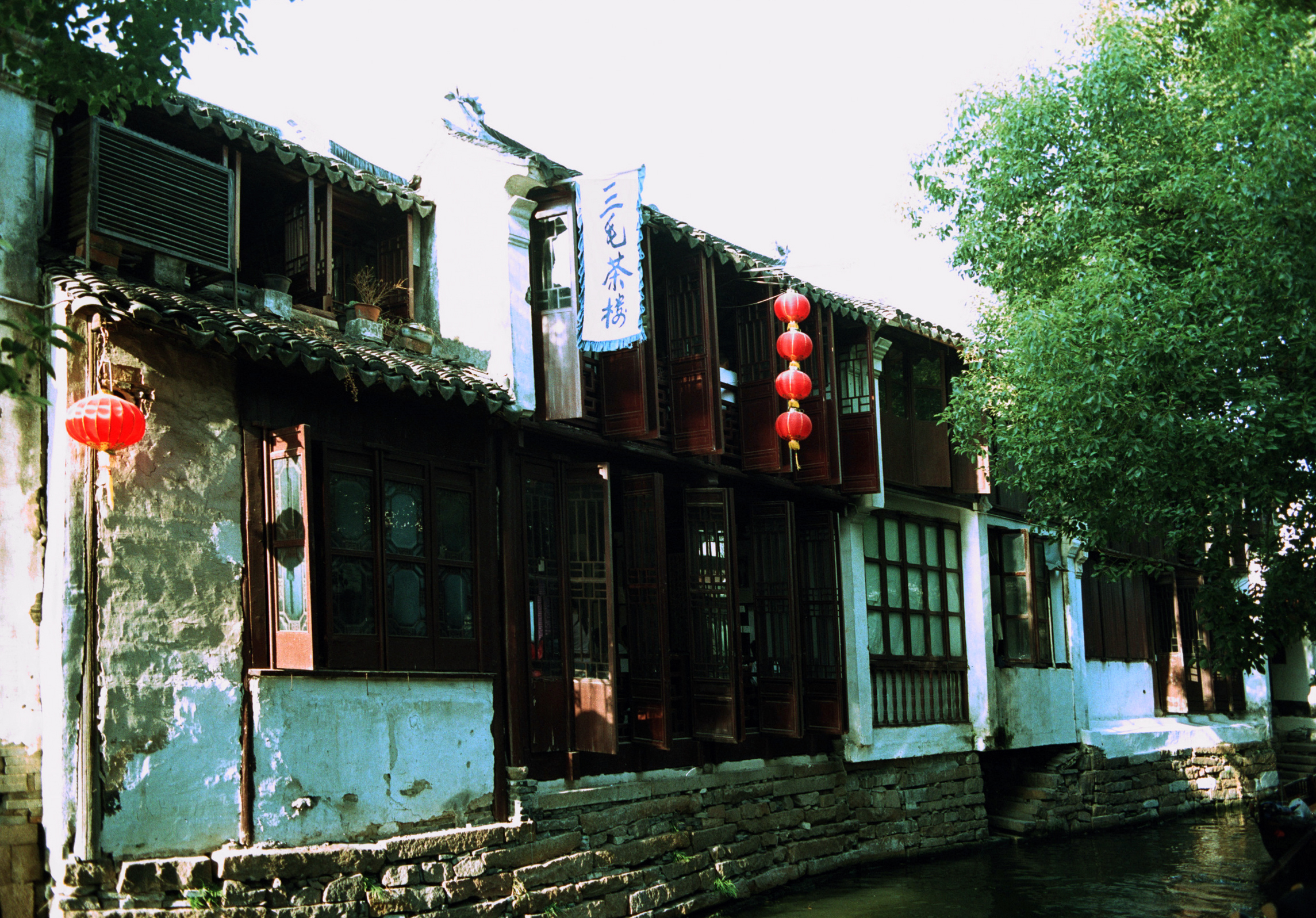
江苏省周庄的三毛茶楼

1992年歌曲《娃娃看天下》，由香港流行音樂歌手鄭秀文主唱，馮正作曲及填詞，為了紀念三毛自殺逝世而作。
2011年1月4日，皇冠文化於皇冠藝文中心舉辦『夢中的橄欖樹—三毛逝世20周年紀念特展』開幕典禮，三毛姐姐陳田心及弟弟陳聖、陳傑、生前好友丁松青與纪政到場追思故人。展出的物品包括三毛生前的收藏品、手稿、书画作品、照片以及个人用品。在皇冠藝文中心的展览持续到2011年1月30日；2011年3月转往國立台灣文學館继续展出。
2018年，和三毛合作过的齊豫和潘越雲获得了滾石唱片的支持，于6月9日在台北小巨蛋舉辦纪念三毛的演唱会《回声》。
2019年3月8日，三毛的名句「一個人至少擁有一個夢想，有一個理由去堅強」出現在以婦女節為主題的Google塗鴉上。同年3月26日，Google首頁更換上紀念三毛76歲冥誕的塗鴉。

## 評論
白先勇認為三毛創造了一個浪漫世界，其中有著大起大落生死相許的愛情故事、有著引人入勝的異國情調，她成了臺灣與中國大陆的青春偶像。 而當三毛傳出自殺的消息時，白先勇認為在眾多身影中，穿著蘋果綠裙子，拒絕成長的十六歲少女才是真正的三毛，一個生命流浪者。楊照認為三毛為讀者打造了真實的夢幻幸福，不僅克服了個人的痛苦，也平復了台灣的痛苦與壓抑。不過，在文字背後，悲觀憂鬱的自我卻未能解放。桂文亞覺得失學、病痛都是三毛生命中的陰影，在一一克服之後，婚姻再次為她帶來重擊。人們欣賞三毛的作品，不僅是因為有趣的情節，更是因為得到了共鳴。 毛晨認為，相較於飽受悲劇之苦的陳平，三毛為大家描繪貧瘠生活中產生的快樂。張系國認為三毛最感人的是一面是引導讀者跟著她進入神話，在閱讀作品中得到生活的救贖。顏麗珠認為三毛不顧一切，率性而為的流浪到沙漠，實現了許多人不敢付諸行動的夢想，進而吸引了許多人的崇拜。這樣的行為也為當時臺灣人內外面臨的壓力找到宣洩的出口。張樂平在看見三毛的作品時，認為她的樂觀、好勝、倔強、豪爽、孩子氣以及正義與她自己著作中的三毛相似。馬中欣是比較激烈的評論者，他在1996年出版《三毛真相》一書，書中他重走了一段三毛的旅行，發現三毛虛構了她所想像的人生。在三毛的筆下，許多平庸的事成了可歌可泣的愛情。李敖在《大江大海騙了你：李敖秘密談話錄》中認為三毛作為流浪者不該買房子，也認為她借用了流浪兒童三毛的名字，卻沒有好好思考中國人和中國社會的人間疾苦。生前多所浪漫, 死後花名在外,暗地暗暗流傳。

## 作品

### 早期作品
- 《惑》—《現代文學》雜誌第十五期 1962年12月[注 2]
- 《月河》—《皇冠》十九卷第六期 1963年》[注 2]
- 《极乐鸟》—《徵信新闻报》1966年1月26日[注 2]
- 《雨季不再来》 — 1966年9月《出版月刊》第16期[注 2]
- 《秋恋》 - 《中央日报》1967年1月[注 2]
- 《一个星期一的早晨》 — 1967年3月《出版月刊》第22期[注 2]
- 《安东尼·我的安东尼》— 1967年6月《幼狮文艺》第4期[注 2]
- 《实业世界》若干篇报导文字[參 11]

### 書
- 《撒哈拉的故事》台北：皇冠，1976年。
- 《雨季不再來》台北：皇冠，1976年。
- 《稻草人手記》台北：皇冠，1977年。
- 《哭泣的駱駝》台北：皇冠，1977年。
- 《溫柔的夜》台北：皇冠，1979年。
- 《背影》台北：皇冠，1981年。
- 《夢裡花落知多少》台北：皇冠，1981年。
- 《萬水千山走遍》台北：聯合報社，1982年。
- 《送你一匹馬》台北：皇冠，1983年。
- 《傾城》台北：皇冠，1985年。
- 《談心》台北：皇冠，1985年。
- 《隨想》台北：皇冠，1985年。
- 《我的寶貝》台北：皇冠，1987年。
- 《鬧學記》台北：皇冠，1988年。
- 《滾滾紅塵》台北：皇冠，1990年。
- 《親愛的三毛》台北：皇冠1991年[參 27]。
- 《我的快樂天堂》1993年1月初版
- 《高原的百合花》台北：皇冠，1993年[參 27]。
- 《我的靈魂騎在紙背上》2001年1月初版

### 散篇
- 《寫給「淚笑三年」的少年》（《泥土‧牛》，台北：幼獅文化事業，1985年6月）[參 27]。
- 《你們為什麼打我》（《聯合報‧繽紛》，1988年5月25日）
- 《讀書與戀愛》（《當我20》，台北：皇冠出版社，1988年8月）
- 《歡喜》（《談色》心岱主編，台北：漢藝色妍文化事業，1989年4月）
- 《給柴玲的一封信 ― 漂泊的路怎麼走》（《聯合報‧聯合副刊》1990年4月7日）

### 有聲書
- 《三毛說書》1987年3月初版
- 《流星雨》1987年7月初版
- 《閱讀大地》1989年7月初版

### 翻譯
- 《娃娃看天下（一）》（漫畫）1980年2月初版 譯自西班牙文
- 《娃娃看天下（二）》（漫畫）1980年2月初版 譯自西班牙文
- 《蘭嶼之歌》 丁松青神父（Fr. Barry Martinson）原著 1982年6月初版 譯自英文
- 《英語小笑話》1982年9月初版 陳平/譯註 大夏出版社出版
- 《清泉故事》 丁松青神父（Fr. Barry Martinson）原著 1984年3月初版 譯自英文
- 《剎那時光》 丁松青神父（Fr. Barry Martinson）原著 1986年1月初版 譯自英文

### 歌詞
- 专辑：回声 三毛作品第15号
- 《不要告別》奕青（李泰祥）曲 李金玲、洪小喬、劉文正、蕭孋珠、鳳飛飛、黃鶯鶯、江玲、葉璦菱、趙薇、李碧華、張惠妹等人都曾唱過。[注 3]。
- 《一條日光的大道》李泰祥曲 李泰祥、齊豫、劉文正唱
- 《橄欖樹》 李泰祥曲 楊祖珺原唱，齊豫唱紅[注 4]
- 《軌外》李泰銘曲 陳志遠編曲 潘越雲、齊豫唱 三毛旁白 [注 5]
- 《迷》翁孝良曲 陳志遠編曲 潘越雲、齊豫唱 [注 6]
- 《今生》又名《七点钟》李宗盛曲 陳志遠編曲 齊豫唱 王新蓮合音 [注 7]
- 《飛》李宗盛曲 陳志遠編曲 潘越雲唱 [注 8]
- 《晓梦蝴蝶》陈志远曲/編曲 潘越雲唱 [注 9]
- 《沙漠》李泰祥曲/編曲 齊豫唱 三毛旁白[注 10]
- 《今世》李泰祥曲/編曲 齊豫唱[注 11]
- 《孀》陈揚曲/編曲 齊豫唱 三毛旁白[注 12]
- 《说给自己听》李泰銘曲 陳志遠編曲 潘越雲、齊豫唱[注 13]
- 《遠方》王新莲曲 陳志遠編曲 潘越雲唱 三毛旁白[注 14]
- 《梦田》翁孝良曲 陳志遠編曲 潘越雲、齊豫唱 後陳淑樺在九四年翻唱 [注 15][參 28]
- 《说时依旧》 梁文福曲 潘盈原唱 林慧萍唱紅 [注 16]
- 《生活，是一種夏日流水般的前進》
- 《那人》
- 《假如還有來生》
- 《做一個百分之百的女人》
- 《雅各天梯》
- 《夢裡風景》
- 《對話》

## 家庭

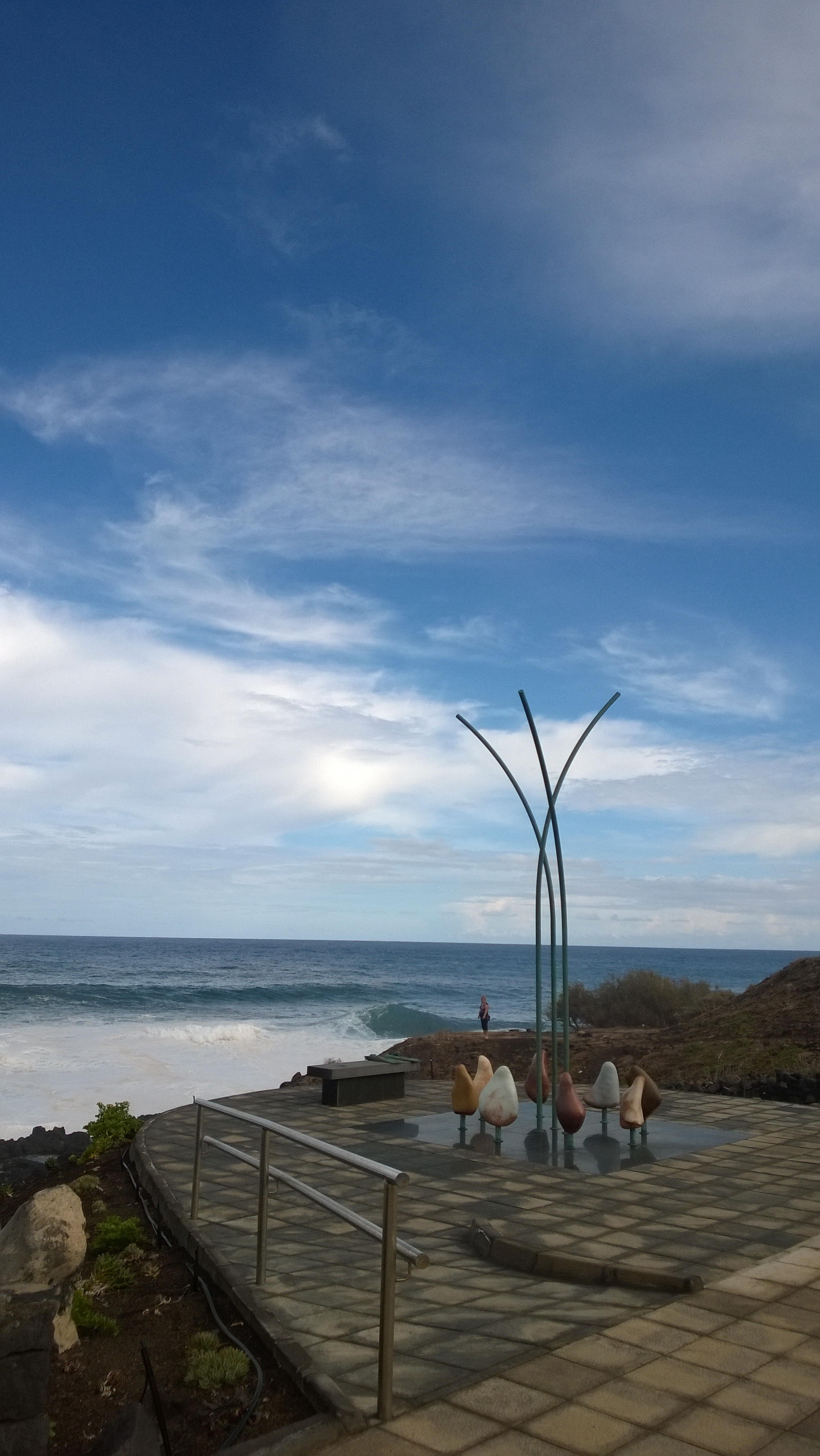
纪念三毛及荷西的雕塑“海洋的橄榄树”，位于荷西遇难的海边处

荷西·馬利安·葛羅（José María Quero Y Ruíz，1951年10月9日—1979年9月30日），西班牙人，是三毛的丈夫。
荷西出生於西班牙哈恩省的安杜哈尔市镇。家中排行第七，上面還有兩個哥哥和四個姐姐，唯一一個比他小的是伊坦絲。
1974年，在非洲沙漠小鎮（今摩洛哥南部的阿尤恩）與三毛結婚，婚後定居於西屬撒哈拉。后移居至西班牙加那利群岛大加那利岛东部特尔德市镇的翁布雷海滩社区。
1979年9月30日，荷西在拉帕爾馬島巴洛文托市镇的海中潛水時意外喪生。荷西之墓位于圣克鲁斯-德拉帕尔马城市公墓（El Cementerio de Esta Ciudad, Santa Cruz de La Palma）。
三毛的著作中，有不少提到荷西的作品，包括：
- 《撒哈拉的故事》1976年
- 《哭泣的駱駝》1977年
- 《稻草人手记》1977年
- 《温柔的夜》1979年
- 《梦里花落知多少》1981年
- 《背影》1981年